# Huaxteken

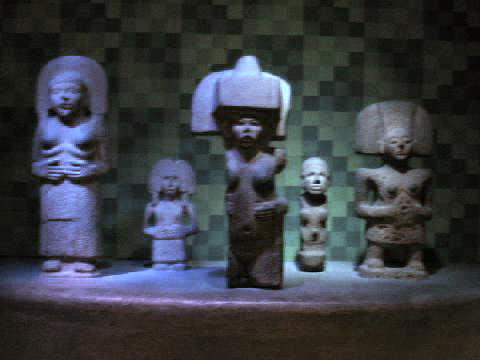
Steinskulpturen der Huaxteken

Die Huaxteken oder Huasteken (Eigenbezeichnung Teenek, spanisch Huaxteca, Adjektiv huaxteco oder auch wastek) zählen zur Sprachgruppe der Maya und siedeln in der nördlichen Golfzone von Mexiko, nördlich des Siedlungsgebietes der Totonaken. Die huastekische Sprache (Teenek kaaw oder Teenek kawintalab) zählt zu den Maya-Sprachen (etwa 173.000 Sprecher im Jahre 2000). 

## Eigenbezeichnung
Die Eigenbezeichnung Teenek ist eine Kontraktion von Te' Inik, „Menschen von hier“ (te „hier“, inik „Mensch“, vgl. winik bzw. winaq in anderen Maya-Sprachen). Die Fremdbezeichnung Huasteca bzw. Huaxteca stammt aus dem Nahuatl, vermutlich vom Pflanzennamen huaxi (Weißkopfmimose Leucaena leucocephala).

## Geschichte

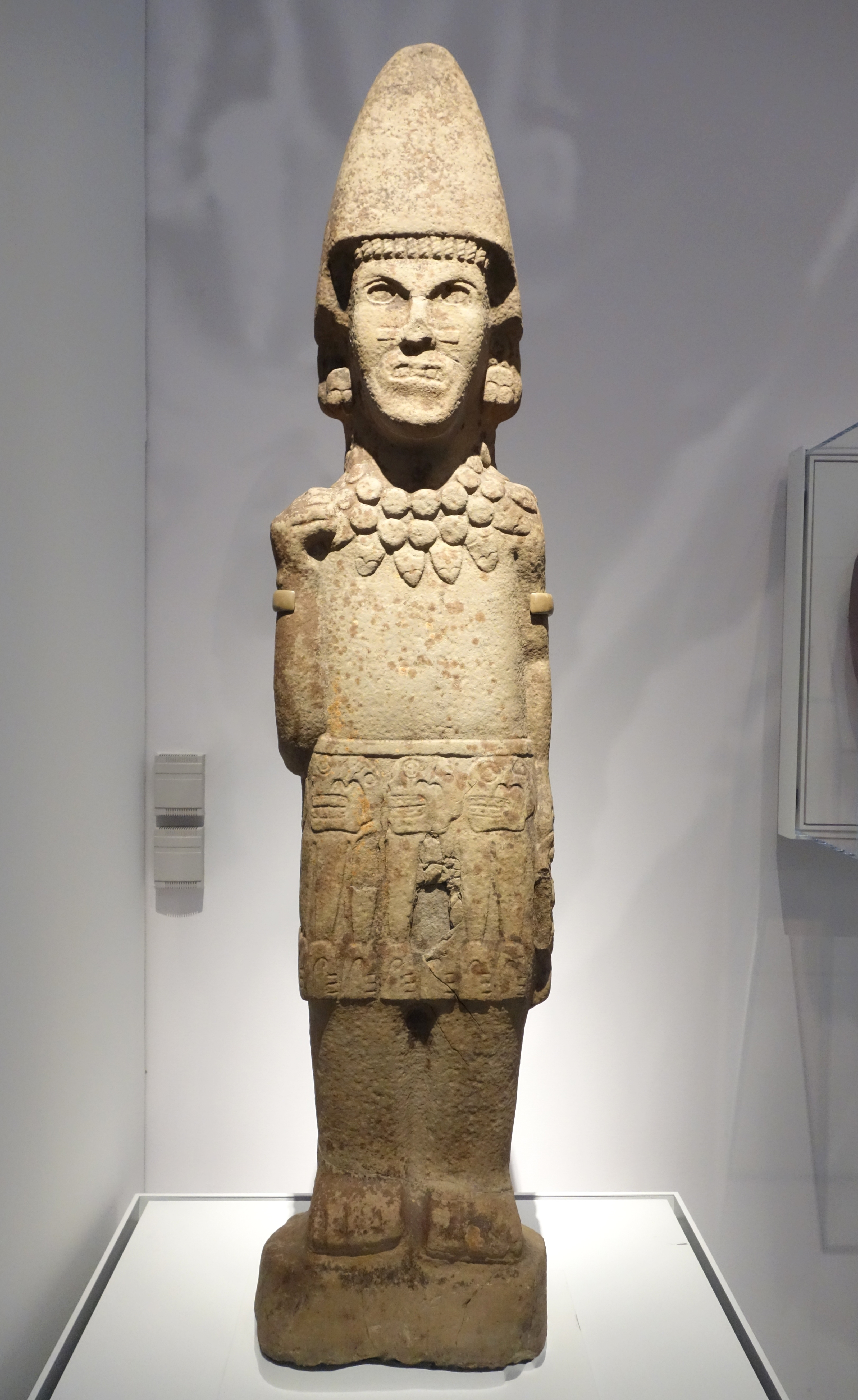
Krieger, huaxtekische Figur aus Veracruz, ausgestellt im Brooklyn Museum, New York

Vor Ankunft der Spanier umfasste ihr Herrschaftsgebiet, Huasteca genannt, Teile der heutigen nordöstlichen mexikanischen Bundesstaaten Hidalgo, San Luis Potosí – dabei ist umstritten, ob ihr Gebiet bis nach Norden, in das südliche Tamaulipas, reichte – und Veracruz, wobei ihre Siedlungen und Städte sich entlang des Río Tampaón und des Río Pánuco sowie an der Küste des Golfs von Mexiko konzentrierten.
Die Huaxteken kannten jedoch weder die von den Maya entwickelte Hieroglyphenschrift noch deren Kalenderberechnung oder das für die Maya-Architektur so typische Kraggewölbe, so dass man annimmt, dass schon eine sehr frühe Trennung von der übrigen Maya-Sprachfamilie erfolgte.
Den Azteken galten sie als dürftig bekleidete Barbaren, die jedoch in der Zauberei sehr erfahren waren. Ihnen traten die Huaxteken als mutiges und grausames Kriegervolk entgegen. Sie kämpften nackt und schnitten den gefallenen Gegnern die Köpfe als Trophäen ab. Den Azteken und auch später den Spaniern gelang nie die völlige militärische Unterwerfung dieses Volkes.

## Kunst
Die huastekische Architektur war sehr einfach und noch stark von Erd- oder Schilfhütten geprägt. Ein Charakteristikum war ihre Bauweise mit rundem Grundriss bzw. mit abgerundeten Ecken. Ihre wichtigsten Städte bzw. Kultzentren waren Tamtoc und Tamohi, wo sich auch einige interessante figürliche Skulpturen und Reliefs erhalten haben.

## Heutige Situation
Von den heute noch etwa 66.000 Huaxteken, zumeist Kleinbauern, leben ein Drittel in Veracruz und zwei Drittel im Südosten von San Luis Potosí. Schätzungsweise gab es im Jahr 1529, als die Spanier in ihr Gebiet vordrangen, ca. 500.000 Huaxteken.